# فرودگاه اسندون
فرودگاه اسندون (به انگلیسی: Essendon Airport) (به زبان بومی: Melbourne/Essendon) یک فرودگاه همگانی حمل و نقل با کد یاتا MEB است که یک باند فرود آسفالت دارد و طول باند آن ۱۹۲۱ متر است. این فرودگاه در شهر اسندون، ویکتوریا کشور استرالیا قرار دارد و در ارتفاع ۸۶ متری از سطح دریا واقع شده‌است.

## شرکت‌های هواپیمایی و مقصدهای پروازی
The airport has numerous charter operators but only has 3 RPT operators.

### مسافری
| شرکت‌های هواپیمایی    | مقصدهای پروازی                                              |
| -------------------- | ----------------------------------------------------------- |
| Airly                | ماونت هوتهام                                                |
| Fly Corporate        | اورنج (آغاز از ۹ اکتبر ۲۰۱۷)                                |
| Free Spirit Airlines | مریمبولا                                                    |
| جتگو استرالیا        | بریزبن، دابو سیتی، منطقه‌ای ایلاوارا (آغاز از ۳۰ اکتبر ۲۰۱۷) |
| شارپ ایرلاینز        | جزیره فلیندرز، کینگ آیلند، پورتلند، استرالیا، وارنمبل       |

1. ↑  Aircraft leased from operator. Airly requires an initial subscription fee prior to flight booking.

Notes

^  Fly-in fly-out (FIFO) private charter operations only.

### باری
- Toll Aviation